# A340 (Russland)
Die A340 ist eine Fernstraße föderaler Bedeutung in Russland. Sie verbindet in der südostsibirischen Republik Burjatien die Fernstraße R258 Baikal bei Ulan-Ude über 245 Kilometer mit der Grenze zur Mongolei bei Kjachta. Sie ist Teil des Asian Highway AH3.
Die Straße folgt südlich des Baikalsees dem Lauf der Selenga in einigem Abstand aufwärts, teils durch die Täler ihrer Zuflüsse, wobei sie die trennenden Mittelgebirgskämme über Pässe kreuzt.
Die Straße erhielt die Nummer A340 im Jahr 2010. Zuvor trug sie die Nummer A165, die neu an eine Straße in einem völlig anderen Teil Russland vergeben wurde: die Verbindung Lermontow – Tscherkessk im Nordkaukasus, die zuvor die Nummer A156 trug. Als A340 wurde bis 2010 eine Straße in der Oblast Astrachan bezeichnet, die Astrachan mit der Grenze zu Kasachstan verbindet und in der sowjetischen Periode bis Aktjubinsk (heute Aqtöbe) verlief (heute kasachische A27).

## Verlauf

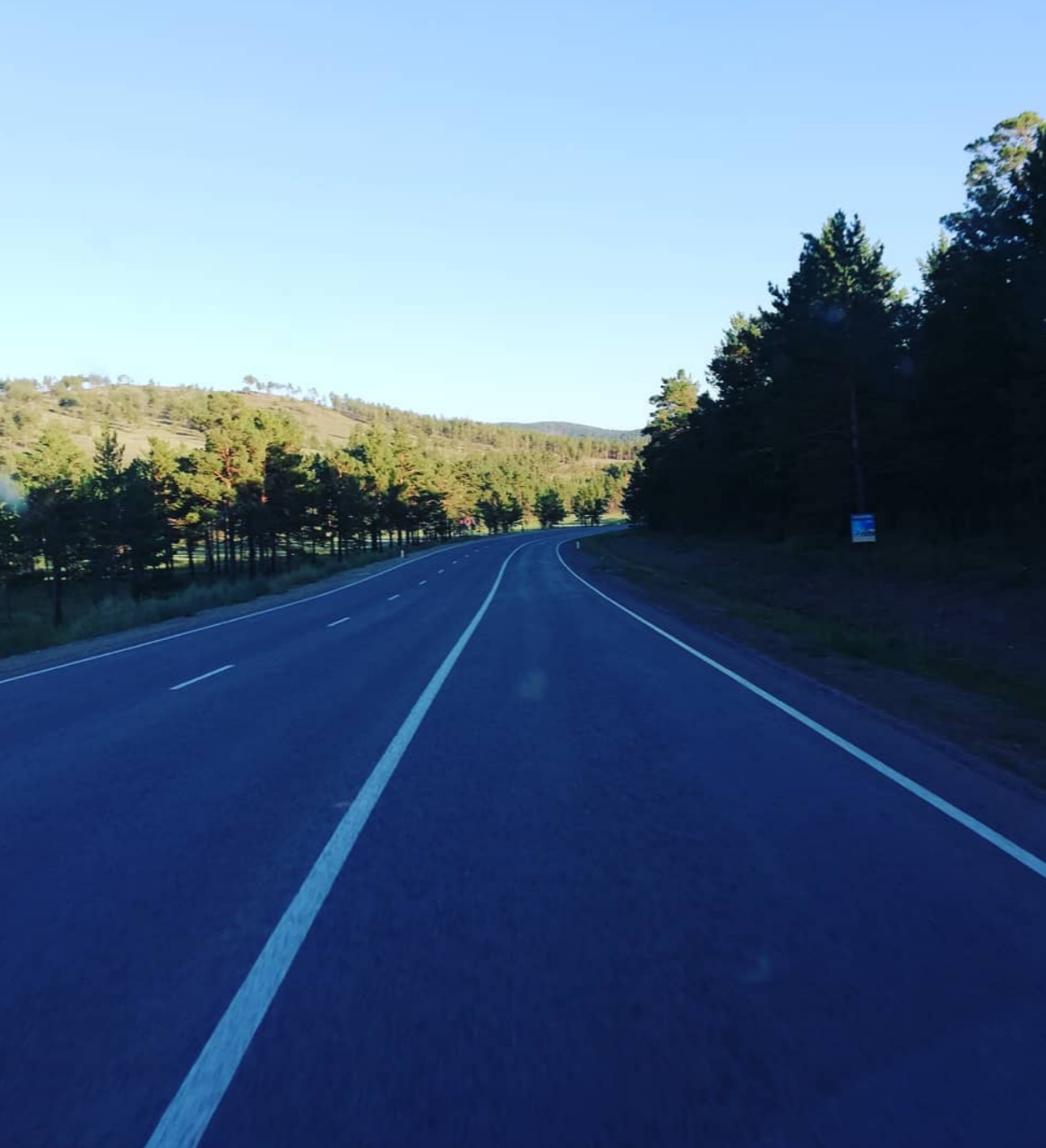
Die A340-Autostraße in der Nähe der Stadt Gussinoosjorsk

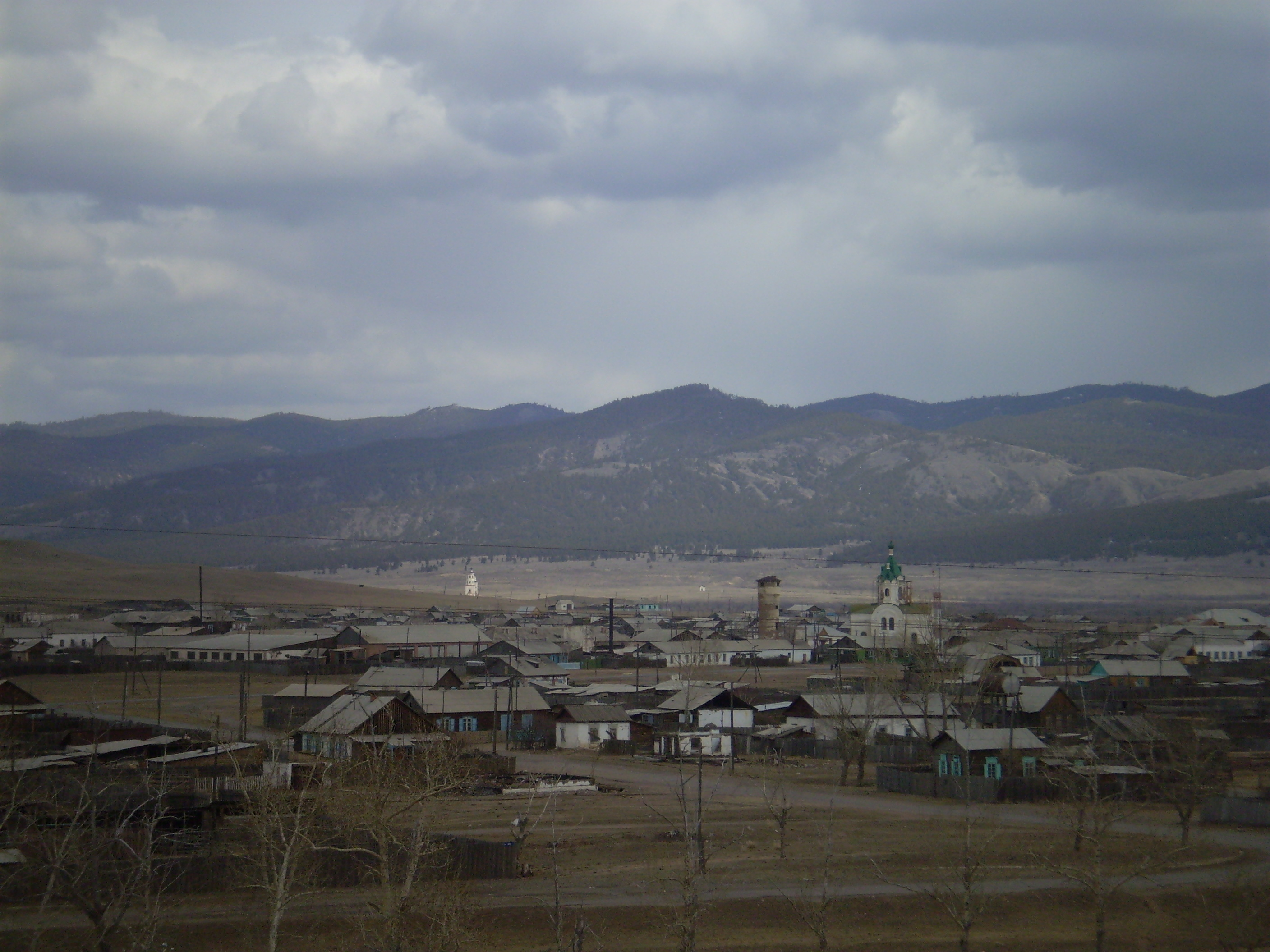
Nowoselenginsk an der A340

| Republik Burjatien |  |                                                                                              |
| 000 km             |  | Ulan-Ude/Saretschny; Anschluss an die R258 Baikal Irkutsk – Tschita                          |
| 005 km             |  | Abzweig nach Sokol/Flughafen Ulan-Ude (3 km)                                                 |
| 022 km             |  | Iwolginsk                                                                                    |
| 067 km             |  | Querung des Orongoi                                                                          |
| 093 km             |  | Tochoi                                                                                       |
| 110 km             |  | Gussinoosjorsk                                                                               |
| 124 km             |  | Abzweig der R440 nach Sakamensk (274 km)                                                     |
| 132 km             |  | Ubijenny-Pass (Höhe 850 m)                                                                   |
| 136 km             |  | Nowoselenginsk                                                                               |
| 143 km             |  | Querung der Selenga                                                                          |
| 160 km             |  | Poworot                                                                                      |
| 197 km             |  | Kalinischnaja                                                                                |
| 203 km             |  | Pass über den Kalininski-Kamm (Höhe 870 m)                                                   |
| 230 km             |  | Abzweig nach Ust-Kjachta (19 km)                                                             |
| 235 km             |  | Pass über den Burgutui-Kamm (Höhe 900 m); Abzweig der R242 nach Nauschki (34 km)             |
| 241 km             |  | Kjachta (Zentrum)                                                                            |
| 244 km             |  | Abzweig der R441 nach Muchorschibir an der R258 (188 km)                                     |
| 245 km             |  | Grenzübergang nach Altanbulag (Mongolei); weiter Richtung Süchbaatar – Darchan – Ulaanbaatar |